# Perzów
Perzów is een dorp in het Poolse woiwodschap Groot-Polen, in het district Kępiński. De plaats maakt deel uit van de gemeente Perzów.